# Jochen Rindt
Karl Jochen Rindt (Mainz, 18. travnja 1942. – Monza, 5. rujna 1970.) je bio austrijski sportski automobilist, svjetski prvak u Formuli 1 1970. godine za tim Lotus.
Jedini je vozač formule 1 koji je postumno proglašen svjetskim prvakom.